# گنادی سوکولسکی
گنادی میخائیلوویچ سوکولسکی (روسی: Геннадий Михайлович Сокольский؛ زاده ۱ دسامبر ۱۹۳۷ – درگذشته ۲۷ دسامبر ۲۰۱۴) اَنیماتور، کارگردان فیلم‌های انیمیشن و تصویرگر کارتونی اهل روسیه و عضو آسیفا بود.
از فیلم‌ها یا مجموعه‌های تلویزیونی که وی در آن‌ها نقش داشته است، می‌توان به خرگوش بلا و گرگ ناقلا، فانتیک و تاری، پرنده کوچک اشاره نمود.